# Аликін Володимир Олександрович
Аликін Володимир Олександрович (нар. 20 грудня 1957, Пермська область) — радянський біатлоніст і російський тренер по біатлону. Олімпійський чемпіон. Заслужений майстер спорту СРСР (1980). Заслужений тренер Росії. Підполковник РА.

## Біографія
З 1969 до 1975 займався лижними гонками в Новоільїнському філіалі Нитвенської спортивної школи, потім в 1977 перейшов в біатлон. Перший тренер В. Аликіна, Володимир Михайлович Мірошин, почав працювати з ним в шкільні роки; ця співпраця продовжувалась до 1984.
В 1977, як тільки перейшов в біатлон із лижного спорту, Аликін виграв змагання «Іжевська гвинтівка». Його замітив тренер збірної Олександр Привалов і почав готувати до великих стартів.
Основні успіхи в кар'єрі пов'язані з Олімпіадою в Лейк-Плесіді, де В. Аликін завоював срібло в спринті на 10 км(причому біг з температурою 37,5) і став чемпіоном в естафеті 4х7,5 км (біг на 1-ому етапі, виграв 11 секунд).
4-кратний бронзовий призер чемпіонатів світу: в естафеті 4х7,5 км (1979, 1981, 1982) і в спринті на 10 км (1982). 8-кратний чемпіон СРСР.